# Diretor do Federal Bureau of Investigation
O diretor do Federal Bureau of Investigation é o chefe do Federal Bureau of Investigation (FBI), uma agência federal de aplicação da lei dos Estados Unidos, e é responsável por suas operações diárias. O diretor do FBI é nomeado para um mandato único de 10 anos pelo presidente dos Estados Unidos e confirmado pelo Senado. O FBI é uma agência dentro do Departamento de Justiça dos Estados Unidos (DOJ), e, portanto, o diretor reporta-se ao procurador-geral dos Estados Unidos.
O diretor informava o presidente sobre quaisquer problemas que surgissem dentro do FBI até que a Lei de Reforma de Inteligência e Prevenção de Terrorismo de 2004 fosse promulgada após os Ataques de 11 de setembro. Desde então, o diretor reporta-se adicionalmente ao Diretor de Inteligência Nacional, pois o FBI também faz parte da Comunidade de Inteligência dos Estados Unidos.
O atual diretor do FBI é Kash Patel, que tomou posse em 21 de fevereiro de 2025.

## Mandato
O diretor do FBI é nomeado pelo presidente e, desde 1972, sujeito à confirmação pelo Senado. J. Edgar Hoover, nomeado pelo Presidente Calvin Coolidge para o cargo predecessor de Diretor do Bureau of Investigation em 1924, foi de longe o diretor com o mandato mais longo, ocupando a posição desde o estabelecimento sob o título atual em 1935 até sua morte em 1972. Em 1976, em resposta ao longo mandato de Hoover e durante a era do escândalo Watergate, por meio de uma emenda ao 1968 Omnibus Crime Control Act, o Congresso dos Estados Unidos limitou o mandato dos futuros diretores do FBI a dez anos, "um mandato incomumente longo que o Congresso estabeleceu para isolar o diretor da pressão política." Esta regra foi dispensada pelo Senado para Robert Mueller em 27 de julho de 2011, devido a graves preocupações de segurança na época. Desde 1976, os diretores servem por um mandato de dez anos, a menos que renunciem, morram ou sejam removidos, mas, na prática, desde Hoover, nenhum cumpriu um mandato completo de dez anos, exceto Mueller, que serviu doze anos com a permissão do Congresso.
O diretor do FBI pode ser removido do cargo pelo presidente dos Estados Unidos. Após a remoção e até que um substituto seja confirmado pelo Senado dos EUA, o vice-diretor assume automaticamente o cargo. A nomeação do vice-diretor não é uma nomeação presidencial e não requer confirmação do Senado. O presidente pode nomear um diretor interino enquanto aguarda a confirmação do Senado ou nomear um diretor permanente.

## Responsabilidades
Juntamente com o vice-diretor, o diretor é responsável por garantir que os casos e operações sejam tratados corretamente. O diretor também é responsável por selecionar os líderes em qualquer um dos escritórios de campo do FBI com agentes qualificados.

## Lista de ocupantes do cargo

### Chefes e diretores do Bureau of Investigation (1908–1935)
Quando o Bureau of Investigation (BOI) foi estabelecido em 1908, seu chefe era chamado de Chefe do Bureau of Investigation. O título foi alterado para Diretor do Bureau of Investigation durante o mandato de William J. Flynn (1919–1921) e para o nome atual quando o BOI foi renomeado FBI em 1935.
| Imagem | Nome                  | Nome                      | Início                  | Fim                     | Duração          | Presidente(s) | Presidente(s)       |
| ------ | --------------------- | ------------------------- | ----------------------- | ----------------------- | ---------------- | ------------- | ------------------- |
|        |                       | Stanley Finch             | 26 de julho de 1908     | 30 de abril de 1912     | 3 anos, 279 dias |               | Theodore Roosevelt  |
|        | William Howard Taft   | Stanley Finch             | 26 de julho de 1908     | 30 de abril de 1912     | 3 anos, 279 dias |               |                     |
|        |                       | A. Bruce Bielaski         | 30 de abril de 1912     | 10 de fevereiro de 1919 | 6 anos, 286 dias |               | William Howard Taft |
|        | Woodrow Wilson        | A. Bruce Bielaski         | 30 de abril de 1912     | 10 de fevereiro de 1919 | 6 anos, 286 dias |               |                     |
|        |                       | William E. Allen Interino | 10 de fevereiro de 1919 | 30 de junho de 1919     | 140 dias         |               | Woodrow Wilson      |
|        |                       | William J. Flynn          | 1 de julho de 1919      | 21 de setembro de 1921  | 2 anos, 51 dias  |               | Woodrow Wilson      |
|        | Warren G. Harding     | William J. Flynn          | 1 de julho de 1919      | 21 de setembro de 1921  | 2 anos, 51 dias  |               |                     |
|        |                       | William J. Burns          | 22 de agosto de 1921    | 10 de maio de 1924      | 2 anos, 262 dias |               | Warren G. Harding   |
|        | Calvin Coolidge       | William J. Burns          | 22 de agosto de 1921    | 10 de maio de 1924      | 2 anos, 262 dias |               |                     |
|        |                       | J. Edgar Hoover           | 10 de maio de 1924      | 30 de junho de 1935     | 11 anos, 51 dias |               | Calvin Coolidge     |
|        | Herbert Hoover        | J. Edgar Hoover           | 10 de maio de 1924      | 30 de junho de 1935     | 11 anos, 51 dias |               |                     |
|        | Franklin D. Roosevelt | J. Edgar Hoover           | 10 de maio de 1924      | 30 de junho de 1935     | 11 anos, 51 dias |               |                     |

### Diretores do Federal Bureau of Investigation (1935–presente)
O FBI se tornou um serviço independente dentro do Departamento de Justiça em 1935. No mesmo ano, seu nome foi oficialmente alterado para o atual Federal Bureau of Investigation (FBI), com J. Edgar Hoover recebendo o título atual de Diretor do Federal Bureau of Investigation. Desde 1972, o Senado dos Estados Unidos precisa confirmar a nomeação de um titular permanente. Frank Johnson foi nomeado por Jimmy Carter em 1977, mas retirou-se por razões de saúde.
| Núm. | Imagem                           | Nome | Nome                       | Início                  | Fim                     | Duração           | Presidente(s) | Presidente(s)                     |
| 1    |                                  |      | J. Edgar Hoover            | 1 de julho de 1935      | 2 de maio de 1972       | 36 anos, 306 dias |               | Franklin D. Roosevelt (1933–1945) |
| 1    | Harry S. Truman (1945–1953)      |      | J. Edgar Hoover            | 1 de julho de 1935      | 2 de maio de 1972       | 36 anos, 306 dias |               |                                   |
| 1    | Dwight D. Eisenhower (1953–1961) |      | J. Edgar Hoover            | 1 de julho de 1935      | 2 de maio de 1972       | 36 anos, 306 dias |               |                                   |
| 1    | John F. Kennedy (1961–1963)      |      | J. Edgar Hoover            | 1 de julho de 1935      | 2 de maio de 1972       | 36 anos, 306 dias |               |                                   |
| 1    | Lyndon B. Johnson (1963–1969)    |      | J. Edgar Hoover            | 1 de julho de 1935      | 2 de maio de 1972       | 36 anos, 306 dias |               |                                   |
| 1    | Richard Nixon (1969–1974)        |      | J. Edgar Hoover            | 1 de julho de 1935      | 2 de maio de 1972       | 36 anos, 306 dias |               |                                   |
| –    |                                  |      | Clyde Tolson Interino      | 2 de maio de 1972       | 3 de maio de 1972       | 1 dia             |               |                                   |
| –    |                                  |      | L. Patrick Gray Interino   | 3 de maio de 1972       | 27 de abril de 1973     | 359 dias          |               |                                   |
| –    |                                  |      | Bill Ruckelshaus Interino  | 30 de abril de 1973     | 9 de julho de 1973      | 70 dias           |               |                                   |
| 2    |                                  |      | Clarence M. Kelley         | 9 de julho de 1973      | 15 de fevereiro de 1978 | 4 anos, 221 dias  |               |                                   |
| 2    | Gerald Ford (1974–1977)          |      | Clarence M. Kelley         | 9 de julho de 1973      | 15 de fevereiro de 1978 | 4 anos, 221 dias  |               |                                   |
| 2    | Jimmy Carter (1977–1981)         |      | Clarence M. Kelley         | 9 de julho de 1973      | 15 de fevereiro de 1978 | 4 anos, 221 dias  |               |                                   |
| –    |                                  |      | James B. Adams Interino    | 15 de fevereiro de 1978 | 23 de fevereiro de 1978 | 8 dias            |               |                                   |
| 3    |                                  |      | Bill Webster               | 23 de fevereiro de 1978 | 25 de maio de 1987      | 9 anos, 91 dias   |               |                                   |
| 3    | Ronald Reagan (1981–1989)        |      | Bill Webster               | 23 de fevereiro de 1978 | 25 de maio de 1987      | 9 anos, 91 dias   |               |                                   |
| –    |                                  |      | John E. Otto Interino      | 25 de maio de 1987      | 2 de novembro de 1987   | 160 dias          |               |                                   |
| 4    |                                  |      | William S. Sessions        | 2 de novembro de 1987   | 19 de julho de 1993     | 5 anos, 259 dias  |               |                                   |
| 4    | George H. W. Bush (1989–1993)    |      | William S. Sessions        | 2 de novembro de 1987   | 19 de julho de 1993     | 5 anos, 259 dias  |               |                                   |
| 4    | Bill Clinton (1993–2001)         |      | William S. Sessions        | 2 de novembro de 1987   | 19 de julho de 1993     | 5 anos, 259 dias  |               |                                   |
| –    |                                  |      | Floyd I. Clarke Interino   | 19 de julho de 1993     | 1 de setembro de 1993   | 44 dias           |               |                                   |
| 5    |                                  |      | Louis Freeh                | 1 de setembro de 1993   | 25 de junho de 2001     | 7 anos, 297 dias  |               |                                   |
| 5    | George W. Bush (2001–2009)       |      | Louis Freeh                | 1 de setembro de 1993   | 25 de junho de 2001     | 7 anos, 297 dias  |               |                                   |
| –    |                                  |      | Thomas J. Pickard Interino | 25 de junho de 2001     | 4 de setembro de 2001   | 71 dias           |               |                                   |
| 6    |                                  |      | Robert Mueller             | 4 de setembro de 2001   | 4 de setembro de 2013   | 12 anos, 0 dias   |               |                                   |
| 6    | Barack Obama (2009–2017)         |      | Robert Mueller             | 4 de setembro de 2001   | 4 de setembro de 2013   | 12 anos, 0 dias   |               |                                   |
| 7    |                                  |      | James Comey                | 4 de setembro de 2013   | 9 de maio de 2017       | 3 anos, 247 dias  |               |                                   |
| 7    | Donald Trump (2017–2021)         |      | James Comey                | 4 de setembro de 2013   | 9 de maio de 2017       | 3 anos, 247 dias  |               |                                   |
| –    |                                  |      | Andrew McCabe Interino     | 9 de maio de 2017       | 2 de agosto de 2017     | 85 dias           |               |                                   |
| 8    |                                  |      | Christopher Wray           | 2 de agosto de 2017     | 19 de janeiro de 2025   | 7 anos, 171 dias  |               |                                   |
| 8    | Joe Biden (2021–2025)            |      | Christopher Wray           | 2 de agosto de 2017     | 19 de janeiro de 2025   | 7 anos, 171 dias  |               |                                   |
| –    |                                  |      | Paul Abbate Interino       | 19 de janeiro de 2025   | 20 de janeiro de 2025   | 1 dia             |               |                                   |
| –    |                                  |      | Brian Driscoll Interino    | 20 de janeiro de 2025   | 21 de fevereiro de 2025 | 32 dias           |               | Donald Trump (2025–presente)      |
| 9    |                                  |      | Kash Patel                 | 21 de fevereiro de 2025 | presente                | 105 dias          |               | Donald Trump (2025–presente)      |

## Linha de sucessão
A linha de sucessão para o diretor do FBI é a seguinte:
1. Vice-diretor do FBI
2. Diretor Adjunto Associado do FBI
3. Diretor Executivo Assistente da Divisão de Segurança Nacional
4. Diretor Executivo Assistente da Divisão Criminal, Cibernética, Resposta e Serviços, Houston, TX
5. Diretor Assistente da Divisão de Contraterrorismo
6. Diretor Assistente da Divisão de Contrainteligência
7. Diretor Assistente, Escritório de Washington
8. Diretor Assistente, Escritório de Nova Iorque
9. Diretor Assistente, Escritório de Los Angeles

## Demissões
Desde a criação do cargo, apenas dois diretores foram demitidos: William S. Sessions pelo Presidente Bill Clinton em 1993, e James Comey pelo Presidente Donald Trump em 2017.

### William S. Sessions
Pouco antes de Bill Clinton ser empossado como o 42º presidente dos Estados Unidos em 20 de janeiro de 1993, surgiram alegações de impropriedades éticas contra Sessions. Um relatório do então Procurador-Geral William Barr, apresentado ao Departamento de Justiça naquele mês pelo Office of Professional Responsibility, incluía críticas de que ele havia usado um avião do FBI para visitar sua filha em várias ocasiões e instalado um sistema de segurança em sua casa às custas do governo. Janet Reno, a 78ª Procuradora-Geral dos Estados Unidos, anunciou que Sessions havia demonstrado "sérias deficiências de julgamento."
Embora Sessions tenha negado ter agido de forma inadequada, ele foi pressionado a renunciar no início de julho, com alguns sugerindo que o Presidente Clinton estava dando a Sessions a chance de sair de forma digna. Sessions recusou, dizendo que não havia feito nada de errado, e insistiu em permanecer no cargo até que seu sucessor fosse confirmado. Como resultado, o Presidente Clinton demitiu Sessions em 19 de julho de 1993, cinco anos e meio após o início de um mandato de dez anos. A explicação pública de Clinton foi que houve uma perda de confiança na liderança de Sessions, e a então Procuradora-Geral Reno recomendou a demissão.
Clinton nomeou Louis Freeh para ser Diretor do FBI em 20 de julho. O então vice-diretor do FBI, Floyd I. Clarke, que Sessions sugeriu ter liderado um golpe para forçar sua remoção, atuou como diretor interino até 1º de setembro de 1993, quando Freeh foi empossado.

### James Comey
Em 9 de maio de 2017, o presidente Trump demitiu Comey após a recomendação do Procurador Geral dos Estados Unidos Jeff Sessions e do Vice-Procurador-Geral Rod Rosenstein. O memorando de Rosenstein para Sessions criticou a conduta de Comey na investigação sobre os e-mails de Hillary Clinton. Isso foi contradito por várias fontes não identificadas para os meios de comunicação, que disseram que Trump e funcionários de alto escalão pediram pessoalmente a demissão de Comey. Comey foi demitido após solicitar mais recursos para as investigações sobre a Interferência russa na eleição presidencial nos Estados Unidos em 2016. Muitos membros do Congresso, principalmente democratas, expressaram preocupação com a demissão e argumentaram que isso colocaria a integridade da investigação em perigo.
A demissão de Comey foi imediatamente controversa, sendo até caracterizada como corrupta por comentaristas de notícias. Foi comparada, pelos meios de comunicação mencionados, ao Massacre de Sábado à Noite, a demissão do procurador especial Archibald Cox pelo presidente Richard Nixon, que estava investigando o caso Watergate, e à demissão da Procuradora Geral Ad Interim Sally Yates em janeiro de 2017.
Na carta de demissão, Trump afirmou que Comey tinha afirmado "em três ocasiões distintas que não estou sob investigação", o que foi posteriormente confirmado por Comey ao Senado sob juramento. Isso é contestado por reportagens de várias agências de notícias com múltiplas fontes. Segundo as reportagens, Trump havia falado abertamente sobre demitir Comey por pelo menos uma semana antes de sua demissão. Trump e líderes democratas há muito questionavam o julgamento de Comey. Além disso, Trump estava irritado porque Comey não apoiou sua alegação de que o presidente Barack Obama havia grampeado seus escritórios de campanha, estava frustrado quando Comey revelou no depoimento ao Senado a extensão da investigação de contrainteligência sobre o esforço da Rússia para influenciar a eleição presidencial dos EUA de 2016 e que Comey estava dando muita atenção à investigação sobre a Rússia e não a vazamentos internos dentro do governo. Em 8 de maio de 2017, ele deu a Jeff Sessions e Rod Rosenstein uma diretiva para explicar por escrito um caso contra Comey. Essa diretiva foi encaminhada a Trump como uma recomendação para demitir Comey no dia seguinte, o que Trump fez.
Comey soube de sua demissão primeiro pelos noticiários televisivos que apareceram na tela enquanto ele fazia um discurso para os agentes no Escritório de Campo de Los Angeles. Fontes disseram que ele ficou surpreso e pego de surpresa pela demissão. Comey imediatamente partiu para Washington, D.C., e foi forçado a cancelar seu discurso programado naquela noite em um evento de recrutamento do FBI na Directors Guild of America em Hollywood.
Na ausência de um diretor do FBI confirmado pelo Senado, o Diretor Adjunto Andrew McCabe tornou-se automaticamente o diretor interino, servindo até a confirmação de Christopher Wray.